# Бандеровцы

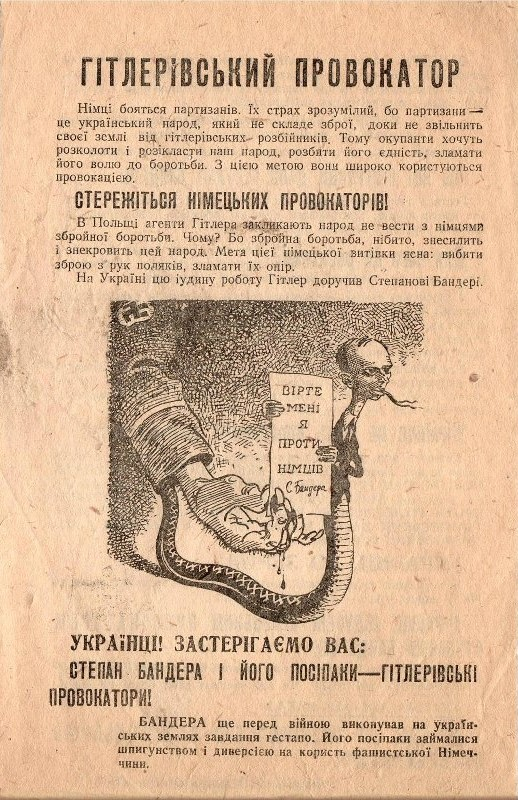
Советская листовка на украинском языке с карикатурой на Бандеру; в руках Бандеры лист бумаги с надписью «Верьте мне: я против немцев»

Банде́ровцы — название участников фракции «Организации украинских националистов», которой с 1940 по 1959 год руководил Степан Бандера.
Во время Второй мировой войны термин «бандеровцы» утратил свою прямую связь с конкретным политическим движением и стал разговорным, обозначая украинских националистических повстанцев, в частности, активистов ОУН-Б и партизан УПА, а также тех, кто совершал убийства по другим причинам.
Среди поляков и евреев в 1943―1945 годах термин приобрёл выраженный негативный характер, так как использовался для обозначения людей, которые могли прийти в любое время и совершить убийство, в основном обозначая бандитов, злодеев или убийц.

## Исторический экскурс и текущее применение
После 1940-х годов понятие «бандеровцы» часто используется для обозначения всего украинского национализма. Это название особенно часто употреблялось советской пропагандой, обозначая всё украинское националистическое подполье во время и после Великой Отечественной войны, а также украинских националистов за границей и тех, кто состоял на Украине в оппозиции к советской национальной политике. Понятие «бандеровцы» в СССР постепенно стало нарицательным и применялось ко всем украинским националистам вне зависимости от их членства в ОУН.
С начала Евромайдана и российско-украинской войны термин «бандеровцы» занял важное место в российской политической пропаганде, употребляется с негативной окраской. Так стали называть любых украинских националистов, вне зависимости от их реального отношения к Степану Бандере, Андрею Мельнику, Роману Шухевичу и украинскому антисоветскому подполью. Постепенно «бандеровцами» начали называть членов любых властных и силовых структур Украины вне зависимости от их отношения к национализму.
В России спорная деятельность Бандеры используется в качестве инструмента антиукраинской пропаганды. Бандеру и его сторонников советская, а затем и российская пропаганда изображает в качестве одиозных нацистских приспешников. После Второй мировой войны слово «бандеровцы» стали использовать в отношении всех форм украинского национализма, оно стало маркером для обозначения «антисоветских украинцев», независимо от идеологической связи с Бандерой. Показательным является популярный миф российской пропаганды о создании бандеровцами дивизии СС «Галичина», хотя она формировалась из местных добровольцев, а ОУН(б) объявила бойкот мобилизации в дивизию, вела соответствующую агитацию и охотно принимала в ряды УПА дезертиров из дивизии «Галичина». Правда, позже оуновцы признали дивизию школой своих потенциальных бойцов и пытались ввести в ряды дивизии своих проверенных людей, которые должны были вести агитацию внутри, а в нужный момент взять её под контроль. Тем не менее, немцы старались этому помешать через тщательный отбор добровольцев.
Согласно одной из книг британского политолога украинского происхождения Тараса Кузьо, на рубеже 2013—2014 годов в связи с Евромайданом российские политики и подконтрольные государству СМИ разжигают ксенофобию и украинофобию, изображая всех разговаривающих на украинском и поддерживающих целостность Украины «фашистами», «нацистами» и «бандеровцами». Рассуждения о наличии «бандеровцев» в руководстве Украины служили оправданием вмешательства Кремля в политические дела соседней страны. Через два дня после крымского референдума 2014 года Путин заявил, что руководство Украины состоит из «современных пособников Бандеры». «Как и на протяжении веков, Крым станет домом для представителей всех этносов, которые в нём проживают, но никогда не будет принадлежать бандеровцам».
В своей речи 9 мая 2022 года в Москве президент России Владимир Путин оправдывал вторжение на Украину, заявляя о неизбежной конфронтации с «неонацистами, бандеровцами». Как отмечает издание Deutche Welle, украинские СМИ публикуют свидетельства того, как россияне преследовали украинских военнопленных и гражданских по подозрениям в симпатии к Бандере.

## Подобные термины

### Власовцы
С 2014 года для сравнения российско-украинской войны с Великой Отечественной войной в российских СМИ также говорилось о коллаборационизме других народов СССР, например, татар и чеченцев. Русский коллаборационизм в таких сравнениях имел особое место: так, британский историк и автор работ о современной политике памяти и путинизме Джейд Макглинн отметила, что контролируемые правительством РФ СМИ сравнивали российскую оппозицию с бандеровцами, но избегала упоминания «власовцев» — воевавших против СССР отрядов россиян под командованием перешедшего на сторону нацистской Германии генерала Власова.
Термин «власовцы» изначально связан с именем русского коллаборациониста Андрея Власова, в 1945 году командовавшего Русской освободительной армией на стороне нацистов. Однако в СССР, в частности, в пропаганде и официальных документах НКВД и МГБ СССР, этот термин стал означать всех граждан СССР и эмигрантов первой войны, служивших в германских военных структурах во время Второй мировой войны, всех советских коллаборационистов во Второй мировой войне или всех представителей народов России и СССР, служивших в антисоветских вооружённых формированиях времён Второй мировой войны. Александр Солженицын отмечал, что термин «власовец» стал оскорблением, имеющим в «советском языке» «неясный, но прочный смысл», «вообще всякий советский, вооружённо принявший сторону противника в этой войне». C 1956 года советская пропаганда в отношении диссидентов стала использовать ярлыки не столько идеологические, сколько апеллирующие к патриотизму, из-за чего, например, сотрудники «Радио Свобода» из числа эмигрантов из СССР регулярно назывались «власовцами» и «фашистской швалью».
В современной РФ имя Власова стала использовать в КПРФ в 1990-е годы, а с приходом к власти Путина «этот антивласовский дискурс затвердевает и принимает нарастающее внутриполитическое значение». Макглинн отмечает, что хотя в 2000-е годы положительных упоминаний Власова и власовцев в публичном дискурсе было немного, всякий раз, когда это происходило, продвигаемые государством исторические нарративы вновь давали их резко негативный образ. В 2014 году российскую оппозицию предпочитали сравнивать с «бандеровцами» и избегали клеймить «власовцами», так как напоминание об измене русских могло подорвать «моральный авторитет России как наследницы Великой Победы Советского Союза 1945 года и самопровозглашенного защитника памяти о войне», в то время как положительные упоминания Власова государством рассматриваются как попытки переписать историю и подорвать российскую память и идентичность и часть информационной войны против РФ. С 2022 года письменные упоминания «власовцев» резко возросли, а публичные спикеры и СМИ проводили параллели между «власовцами» и добровольческими формированиями граждан РФ на стороне Украины, также были сравнения с россиянами, избегающими мобилизации, и оппозиционерами. Лично Владимир Путин использовал термин «власовцы» в 2024 году для сравнения «предателей», нацистов и русских добровольцев на стороне Украины в своём обращении ФСБ, которое Кирилл Мартынов трактовал как призыв расширить внутренние репрессии.